# Storia di Sesto San Giovanni

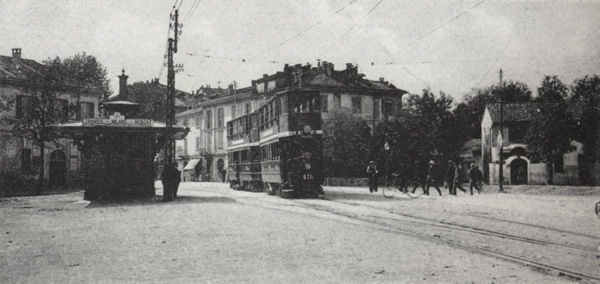
Un tram a due piani al Rondò, inizi del Novecento.

La storia di Sesto San Giovanni si estende per più di un millennio e, dagli inizi del Novecento, si caratterizza fortemente per la presenza sui territori sestesi di alcune tra le più grandi fabbriche e industrie italiane.
Le prime notizie storiche relative a Sesto risalgono al IX secolo, quando il borgo era punto di riferimento per i piccoli comuni limitrofi. Nei secoli Sesto è rimasta un comune prevalentemente agricolo, sino alla seconda metà dell'Ottocento quando aprono le prime filande. Con la seconda rivoluzione industriale e l'inizio del XX secolo, Sesto vede insediarsi sul suo territorio diverse aziende, la Breda, la Campari, la Ercole Marelli e la Falck, tra le altre. Le nuove fabbriche attirano manodopera, la popolazione aumenta e nasce il movimento operaio sestese che darà un apporto fondamentale nella Resistenza al regime nazifascista, prima con i grandi scioperi del 1943 e 1944, poi con la lotta armata e clandestina, fino alla Liberazione.
Negli anni sessanta le industrie sestesi partecipano al miracolo economico, ma dalla fine degli anni settanta inizia il lungo e inesorabile periodo di crisi per l'industria siderurgica e metallurgica che porterà al declino delle grandi fabbriche. A partire dagli anni novanta ha inizio la cosiddetta terziarizzazione di Sesto, che vede insediarsi nuove aziende del settore sugli stessi terreni che un tempo ospitavano le grandi fabbriche e la cui gran parte è in fase di riqualificazione.

## Dalle origini al XVIII secolo

### Le origini del borgo

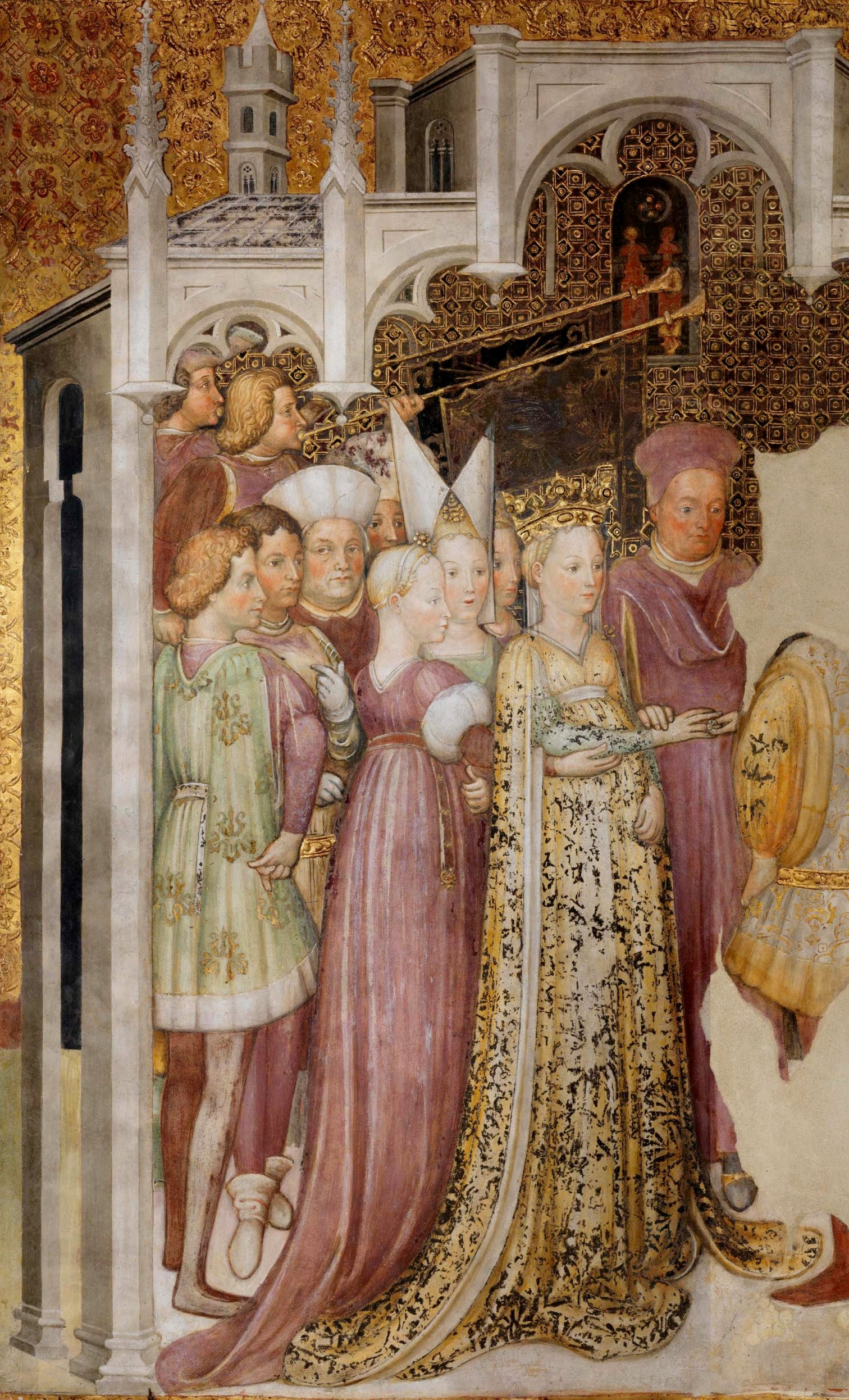
Un'antica leggenda, non supportata da fonti, narra che la Villa Torretta fosse di proprietà della regina Teodolinda.

Nato probabilmente come agglomerato di case contadine fondato dai romani, Sesto rimane un minuscolo borgo fino all'Ottocento. Alcune fonti attribuiscono la fondazione del primo borgo ai Longobardi, giunti in Italia fra il 568 e il 569 d.C.; di sicuro, questa popolazione fu una presenza fissa e dominò anche sul territorio di Sesto: il borgo di Cassina de' Gatti in origine si chiamava Sundro, dal termine longobardo sundrium (terreno mantenuto e lavorato dai padroni per conto proprio e con l'opera di servi). Del resto, i Longobardi avevano dominato nella vicina  Modicia proprio nello stesso periodo, quindi è facile immaginare che abbiano potuto espandere tale dominio anche sui territori di Sesto.
Le primissime notizie storiche relative a Sesto risalgono comunque al IX secolo e testimoniano l'importanza del paese a cui facevano riferimento, per questioni legali o notarili, gli allora comuni limitrofi, Cinexellum, Balsamum o Colonia. Anche il fatto che già allora vi fossero sul territorio sei chiese denota la rilevanza di Sesto e la sua vastità di territorio e popolazione rispetto ai borghi confinanti. Intorno all'anno 1000 fu "terra fortificata" e disponeva di un vallo difensivo e di un castello piuttosto grande, non espressione della potenza di un feudo, quanto della potenza di qualche famiglia privata.

### Le origini del nome
Il nome Sesto è dato dalla distanza in miglia dalla Milano del periodo romano, ad sextum lapidem, ossia presso la sesta pietra miliare, lungo un'antica strada romana che partiva da quella che diverrà Porta Nuova, proseguiva per via Manzoni, giungeva a Greco per arrivare a Sesto tramite le attuali vie del Riccio e Cavallotti, fino al centro del borgo e da lì proseguiva per Monza.
L'appellativo San Giovanni fu aggiunto solo in seguito: l'ipotesi più accreditata è del 1100, quando venne scritto accanto al nome del comune per indicare la dipendenza del territorio sestese alla Basilica di San Giovanni a Monza. Infatti, da quell'anno Monza esercitò su Sesto la più ampia giurisdizione. Ma già un secolo prima alcuni documenti riportano l'appellativo Giovanni: Sexto qui dicitur Johannis in un documento del 1007. Durante tutto il medioevo, il comune era conosciuto come Sesto Zohanno, Sesto Zane o più frequentemente Sesto Johanno, sebbene, fino alla fine del XVIII secolo, il paese venisse comunemente indicato come Sesto di Monza.
Un'ipotesi meno accreditata relativa alle origini del nome, farebbe coincidere la nascita del nome Sesto con quella dell'appellativo San Giovanni. Secondo questa ipotesi Sesto non sarebbe un toponimo derivante dall'indicazione di una pietra miliare, bensì sarebbe relativo alla presenza sul territorio, già agli inizi del X secolo, di una chiesa dedicata a Santo Stefano, forse l'attuale chiesa di Santa Maria Assunta, indicata nei documenti ecclesiastici del tempo come Sextum Templum Johannis, ovvero la sesta delle chiese dipendenti dalla Basilica di San Giovanni in Monza.

### La nascita del comune di Sesto

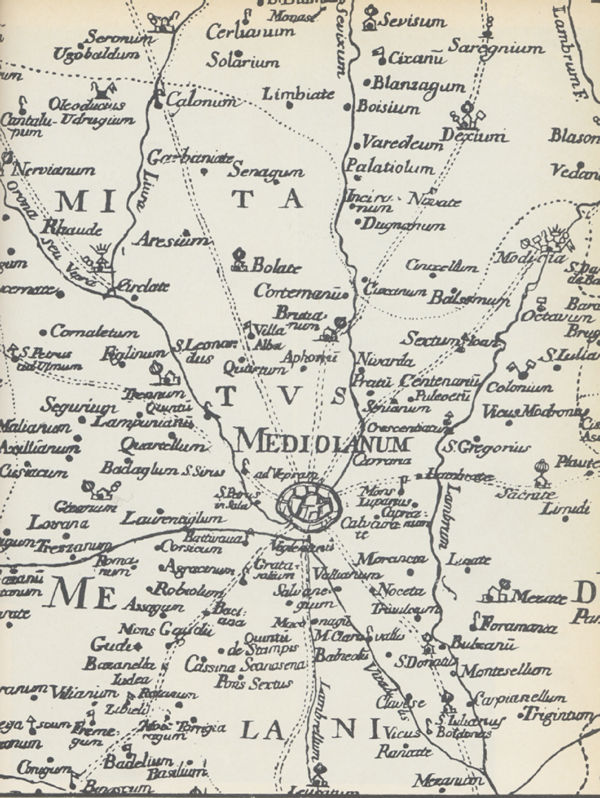
Dettaglio di una mappa del 1790 circa, dove è indicata Sextum.

Nel XIII secolo la parrocchiale di Sesto era l'unica di rito ambrosiano soggetta alla Basilica di Monza. Vi era presente un monastero dedicato a San Nicolao che si narrava fosse stato fondato da suor Marcellina, sorella di Sant'Ambrogio. Le prime testimonianze di un ordinamento comunale sono presenti in un documento del 1244 inserito negli "Atti del Comune di Milano”. In tale documento Sesto San Giovanni è citato come comune. Negli "Statuti delle acque e delle strade del contado di Milano fatti nel 1346" Sesto San Giovanni risulta facente parte della corte di Monza: tra il XIII e il XIV secolo era tale il dominio di Monza sui territori sestesi da arrogarsi il diritto di eleggere tutte le cariche del comune, promulgare bandi e infliggere pene e per questi motivi nacquero frequenti dissapori e liti tra gli abitanti di Sesto e i canonici di Monza; tali controversie, all'ordine del giorno per tutto il periodo in cui Sesto visse nell'orbita monzese, hanno in alcuni casi richiesto l'intervento, per dirimere le questioni, dell'Arcivescovo di Milano e addirittura del Papa. Solo nel XV secolo, sotto il pontificato di Pio II, Sesto si è affrancata dalla giurisdizione monzese, grazie alla nomina del primo parroco in Sesto da parte dell'Arcivescovo di Milano.
Sesto fu più volte interessata a fatti d'arme: nel 1259 Martino della Torre signore di Milano vi riunì l'esercito per incontrare Ezzelino III da Romano che cercava di impadronirsi della Corona ferrea a Monza. L'11 giugno del 1323 fu il campo di Re Roberto forte di 30.000 fanti e 8.000 cavalieri, che si scontrò con Galeazzo e Marco Visconti. La vicina località della Bicocca degli Arcimboldi vide lo scontro tra i Visconti e i Torriani e successivamente nel 1522 una battaglia tra l'esercito imperiale condotto da Prospero Colonna e i Francesi comandati dal Lautrech.

### Il Rinascimento

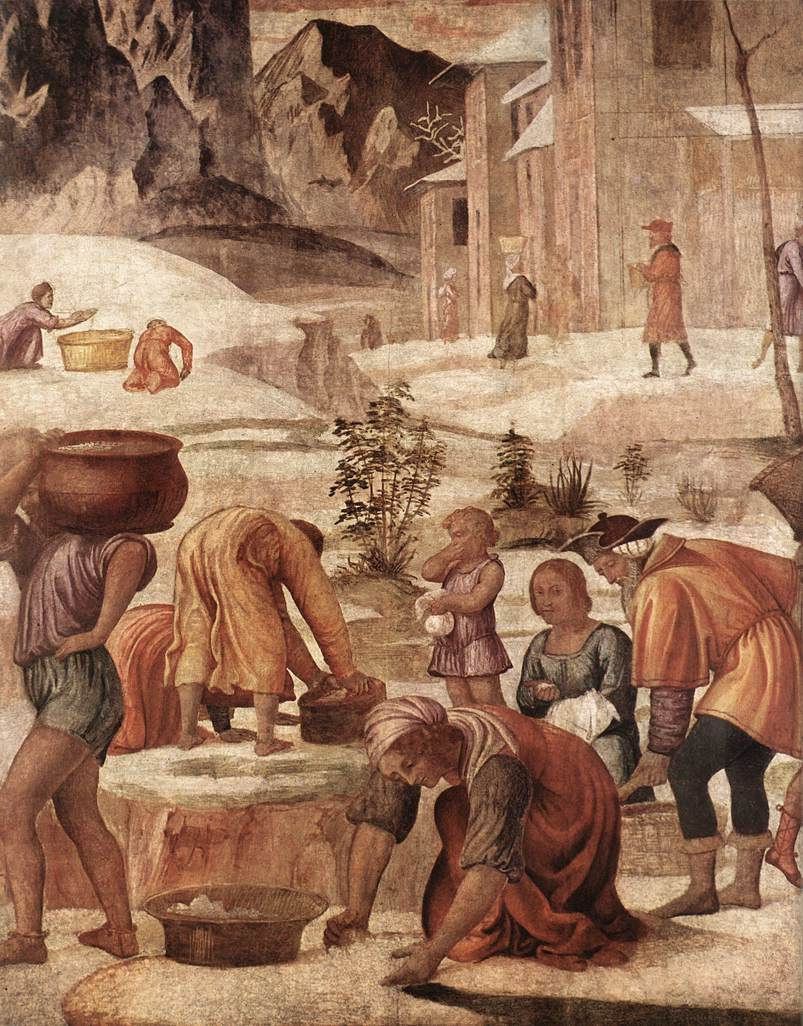
La raccolta della manna di Bernardino Luini, Villa Pelucca.

Nel XVI secolo Sesto vede la costruzione o l'ampliamento di alcune delle sue ville storiche: Villa Torretta, Villa Pelucca e Villa Visconti d'Aragona. Le costruzioni originarie erano ad uso agricolo, a testimonianza di un'economia locale marcatamente rurale. Durante il Rinascimento, alcune nobili famiglie milanesi decisero di acquistare terreni e ville per trasformarle in ville di delizia, dove trascorrere periodi di villeggiatura a poca distanza dalla città, nella quiete di un borgo il cui tempo era scandito dai ritmi del lavoro nei campi. Le nuove ville vennero affrescate da diversi artisti dell'epoca: Simone Barabino all'Oratorio di Santa Margherita, presso la Torretta, Agostino Santagostino alla villa Visconti d'Aragona, e Bernardino Luini che affrescò la Pelucca con il famoso ciclo degli Affreschi da villa La Pelucca oggi conservato per la maggior parte alla Pinacoteca di Brera a Milano e in altri grandi musei internazionali, come la Wallace Collection di Londra, il Louvre di Parigi e al Museo Condé di Chantilly.

### Il Settecento
Il censimento del 1751 documenta che il comune contava 725 abitanti e veniva amministrato da consiglio generale, convocato almeno una volta all'anno. Nella seconda metà del secolo, le riforme introdotte dall'imperatrice Maria Teresa d'Austria razionalizzarono le strutture amministrative e rianimarono la vita sociale ed economica e il comune di Sesto San Giovanni venne direttamente sottoposto alla giurisdizione del podestà di Milano. Nel 1771 gli abitanti di Sesto San Giovanni erano 1.682.

## XIX secolo
Nel 1809 al comune di Sesto San Giovanni furono aggregati, non uniti, i comuni soppressi di Cassina de' Gatti e di Sant’Alessandro e la popolazione raggiunse 2.248 unità. Dall'inizio del secolo Sesto si conferma tra le mete preferite dei nobili milanesi, che scelgono questi territori per le loro residenze di campagna, da dove potevano gestire gli appezzamenti di terreno di cui erano proprietari. Tutto il territorio, o quasi, è di proprietà di circa una trentina di famiglie: tra le più importanti gli Zorn, i Visconti, i Mylius, i Serbelloni-Busca, i Puricelli Guerra, i Vigoni e i De Ponti; questi ultimi non erano nobili, ma fattori che si arricchirono fino ad acquistare la villa e i terreni dei Visconti d'Aragona. Alla fine del secolo i De Ponti erano tra i più importanti possidenti terrieri a Sesto, con proprietà che andavano dal Rondò alla Torretta. L'economia locale è quindi basata sull'agricoltura e sull'allevamento del baco da seta, che comporterà lo sviluppo manifatturiero dalla seconda metà del secolo. La conduzione delle terre è con contratto di mezzadria fino alla metà dell'Ottocento, quando i vasti fondi agrari verranno divisi per essere gestiti da famiglie meno numerose e con contratti colonici, più brevi e adattabili agli effettivi raccolti. Il grande incremento demografico di fine secolo provocherà un surplus di manodopera nelle campagne, che verrà assorbita dalla costituenda attività manifatturiera.

### Le filande

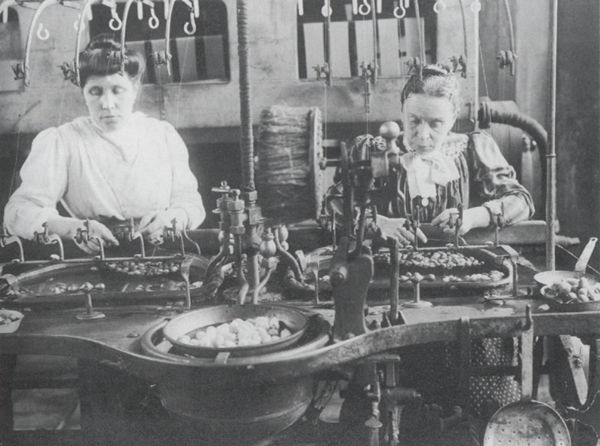
Donne al lavoro nella filanda Puricelli Guerra, fine XIX secolo.

Nel 1832 apre la prima filanda sestese, ad opera di Giuseppe Puricelli Guerra in un cortile della villa di famiglia, Villa Puricelli Guerra. Nel 1840 viene ammodernata con l'introduzione delle "bacinelle da macero" a vapore, una tecnologia d'eccellenza per l'epoca. Queste innovazioni contribuiranno al superamento del concetto artigianale e daranno lavoro a un discreto numero di persone. Nei decenni seguenti altre filande vengono aperte: quella di Enrico Mylius, la Savini (poi Gaslini, in quanto acquisita dai nobili Gaslini, una famiglia proveniente da Milano), sulla vecchia strada per Monza, la De Ponti all'interno della Villa Visconti d'Aragona, la Gnocchi, la Chiavelli alla cascina Valdimagna. Nel 1878 le filande di Sesto San Giovanni sono sette e occupano 738 persone. Nel 1840 entra in funzione la seconda linea ferroviaria d'Italia dopo la Napoli-Portici, la Milano-Monza, che ha a Sesto una stazione intermedia, destinata ad allungarsi sino al confine svizzero e a collegarsi, dal 1882, con il centro Europa attraverso la galleria del San Gottardo. Nel 1876 viene inaugurata anche la tranvia Milano-Monza, parallela alla ferrovia, inizialmente a trazione equina, e in seguito elettrificata dalla società Edison nel 1901. Queste infrastrutture collegano Sesto a Milano e ai mercati europei. Le filande vanno sempre più ad ammodernarsi, la produzione aumenta, vengono introdotti i primi macchinari e parte nella seconda metà del secolo una lenta trasformazione economica del paese: accanto all'agricoltura, trasformando un prodotto ad essa legato, il baco, nasce l'industria sestese. Allo stesso modo si forma un humus unico per la futura industrializzazione: quando sorgeranno le grandi industrie, l'operaio della filanda sarà pronto a passare ad un altro tipo di lavorazione.

### Le ville

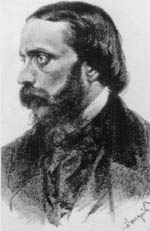
Giuseppe Rovani.

Insieme ai primissimi insediamenti manifatturieri, è in questo secolo che vengono costruite e ampliate le ville destinate alle famiglie dei proprietari terrieri, dei nobili e dei primi industriali: ad esempio, la Villa Mylius, accanto a Villa Zorn, residenza di Enrico Mylius dall'inizio del XVIII secolo. Divenne un vivace salotto culturale, da cui passarono personalità come Carlo Cattaneo, Massimo d'Azeglio, Alessandro Manzoni e Vincenzo Monti. Quest'ultimo dedicherà a Sesto alcuni famosi versi, mentre il Manzoni ne I promessi sposi, farà transitare da Sesto Renzo Tramaglino, di ritorno dal Lazzaretto. Sempre a villa Mylius, Barnaba Oriani condusse, dalla torretta della villa, parte dei suoi studi astronomici. Legano i loro destini a Sesto anche alcuni tra i rappresentanti della scapigliatura milanese: Giuseppe Rovani che a Sesto condusse parte della sua vita dissipata e irregolare e il pittore Tranquillo Cremona, mantenuto dal mecenate Giuseppe Puricelli Guerra, artista ach'egli.

### Il Risorgimento
Sesto e i suoi cittadini partecipano ai moti risorgimentali volti ad ottenere l'indipendenza nazionale: nel 1848 alcuni sestesi partecipano alle organizzazioni clandestine milanesi, alla prima guerra d'indipendenza italiana, alle cinque giornate di Milano, alla spedizione dei Mille, alla seconda e terza guerra di indipendenza italiana. Sesto partecipa anche alla guerra d'Africa del 1896 e il concittadino Gaetano Gaslini, tenente dell'esercito, medaglia d'argento al valor militare, muore ad Adua.
Nel 1861, con la costituzione del Regno d'Italia, il comune di Sesto contava 4.344 abitanti. Nel 1866 la frazione di Occhiate venne separata da Sesto e venne aggregata a Brugherio. Nel 1869, il comune soppresso di Cassina de' Gatti viene definitivamente unito al comune di Sesto San Giovanni. Nel 1880 Sesto contava circa 6.000 abitanti e disponeva già delle infrastrutture che ne favoriranno il successivo sviluppo. Secondo una statistica di fine secolo, nel territorio sestese si contavano oltre diecimila alberi di gelso. Dalla loro coltivazione e dall'allevamento del baco da seta gli affittuari ricavavano denaro contante, grazie soprattutto alle filande cittadine che contribuiranno alla trasformazione dell'economia cittadina, da agricola ad agro-manifatturiera. Il raccolto dei cereali serviva invece a pagare l'affitto ai proprietari e a sfamare le famiglie.

### Le prime fabbriche

Gli stabilimenti OSVA.

Verso la fine del secolo, l'industria serica sestese conosce un periodo di deciso declino: il tessile si sviluppa più a nord, dove le pendenze favorivano lo sfruttamento idrico come forza motrice. A Sesto aprono le prime officine, che cominciano ad assorbire gli operai e le operaie delle filande rimasti senza lavoro. La svolta per l'industria è rappresentata con l'apertura della galleria ferroviaria del San Gottardo, collegata alla Milano-Monza: Sesto e i suoi territori possono finalmente accogliere le materie prime (minerale di ferro) e l'energia necessaria (carbone) per la costituenda industria siderurgica. Nel 1887 comincia a Sesto San Giovanni il processo di insediamento industriale: apre la tessitura meccanica di nastri Sigmund Strauss che introduce criteri industriali moderni e diversi rispetto ai sistemi esistenti. Nel 1891 apre la O.S.V.A., ovvero la Officine Sesto San Giovanni & Valsecchi Abramo, storica azienda italiana produttrice di articoli per ferramenta, per la casa, rubinetterie e, in un secondo tempo, elettrodomestici.

## XX secolo

### L'inizio del secolo e la prima guerra mondiale

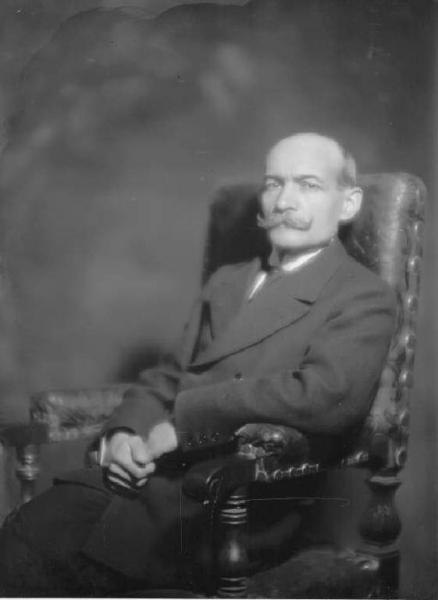
Ercole Marelli, fondatore dell'omonima azienda metalmeccanica, nel 1919.

A cavallo tra Ottocento e Novecento comincia l'industrializzazione sestese: alcuni imprenditori milanesi (Breda, Camona, Marelli, Spadaccini) hanno necessità di spostare dal capoluogo lombardo i propri stabilimenti e Sesto fa al caso loro: il territorio sestese offre ampi spazi per imprese sempre più grandi e moderne, terreni a prezzi più bassi e di ottima qualità perché lontani dalle marcite della bassa milanese; il territorio disponeva anche delle necessarie infrastrutture: frequenti e comodi collegamenti con Milano erano assicurati dalla tramvia e grazie alla ferrovia e allo scalo merci venivano raggiunte le regioni del centro Europa. Le aziende che iniziano le attività produttive a Sesto San Giovanni necessitano di manodopera in abbondanza e gran parte dei primi operai sono pendolari che dal Lecchese, dal Comasco, dal Bresciano e dal Bergamasco arrivano a Sesto grazie alla ferrovia. Da Milano invece, arrivano in tram i tecnici che studiano e progettano i futuri stabilimenti produttivi.
Nei primi 20 anni del Novecento aprono a Sesto San Giovanni moltissime imprese: nel 1903 la Breda e lo stabilimento Campari; due anni dopo è la volta della Ercole Marelli, delle Edizioni Madella, delle fonderie di ghisa di Attilio Franco e di Luigi Balconi, dello stabilimento delle Pompe Gabbioneta e delle corderie Luigi Spadaccini. Nel 1906 aprono gli stabilimenti delle Acciaierie e Ferriere Lombarde Falck e nel 1910 la Società italiana dei prodotti alimentari Maggi. È in questo periodo che Sesto San Giovanni viene soprannominata la piccola Manchester, città tra le più importanti della rivoluzione industriale in Inghilterra.

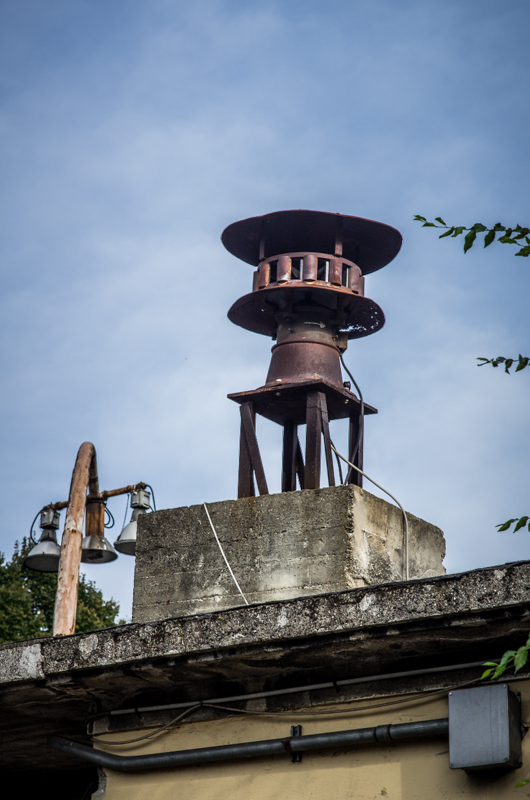
La sirena dello Stabilimento Unione della Falck, che per anni ha scandito i tempi della città.

Con le prime fabbriche vi è anche un notevole incremento della popolazione: nel 1901 gli abitanti sono 6.952, dieci anni dopo raggiungono le 13.667 unità. Questo aumento favorisce, parallelamente, lo sviluppo urbanistico della città: tra il 1903 e il 1911 nasce la Sesto nuova, a ovest della ferrovia, attorno al Rondò. Alcuni degli imprenditori che a Sesto hanno partecipato all'industrializzazione contribuiscono in modo determinante alla crescita urbanistica della cittadina. Ernesto Breda e Luigi Spadaccini, tra le attuali vie Rovani, Cattaneo e Carducci costruiscono diverse case d'abitazione per i propri operai e impiegati. La Falck costruisce il Villaggio Falck, ampliando l'originario villaggio operaio delle fonderie Attilio Franco. Questa tendenza paternalistica perdura sino al 1940 circa: per poter avere a disposizione manodopera stabile vengono costruiti alloggi e stabili abitativi da diverse imprese sestesi, come ad esempio Osva, Gabbioneta ed Ercole Marelli. È in questi anni che va costituendosi il movimento operaio sestese con organizzazioni, sindacati e società di mutuo soccorso di orientamento cattolico e, soprattutto, socialista.
Nel periodo della prima guerra mondiale la città ha un atteggiamento abbastanza tiepido e, da parte dei ceti popolari e proletari, vi fu una decisa adesione alle idee e alle tematiche non interventiste. Le industrie sestesi si ampliano, si rinforzano anche grazie alle molte commesse pubbliche e alla conversione alla produzione bellica; la Falck, ad esempio, apre a partire dal 1917 gli stabilimenti Concordia, Vittoria e Vulcano che si affiancano allo storico stabilimento Unione. Vengono costituiti quattro "gruppi industriali integrati": Falck, Breda, Marelli e Pirelli, ognuno dei quali era organizzato e articolato in diversi stabilimenti. La fisionomia della città cambia nuovamente e prende forma la grande cintura industriale che caratterizzerà il territorio sestese per tutto il secolo e oltre.

### Il fascismo e la seconda guerra mondiale

#### Il primo dopoguerra

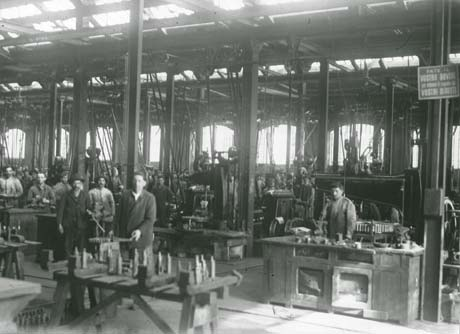
Reparto torneria e aggiustaggio alla Breda negli anni venti.

Dopo la crisi economica dovuta al primo conflitto mondiale, le imprese continuano a consolidarsi: nasce tra gli altri lo stabilimento B (accumulatori) della Magneti Marelli, nel 1927. Con lo sviluppo dell'industria, Sesto San Giovanni è investita da una forte ondata migratoria e diviene un ribollente crogiolo: professionalità, saperi tecnici, culture, ideologie e politiche fra loro diverse, ma tutte convergenti sui temi del lavoro, cominciano a confrontarsi e arricchirsi reciprocamente. Nel 1919 viene aperta a Sesto San Giovanni la Camera del Lavoro e cominciano le prime agitazioni e i primi scioperi rivendicativi, volti a migliorare i salari, le condizioni lavorative e nel 1920 viene registrata la prima occupazione delle fabbriche da parte delle maestranze operaie, in quello che viene ricordato come il biennio rosso. Dal 1921 iniziò una nuova e diversa migrazione: molti lavoratori provenienti dall'Italia centrale e dall'Emilia-Romagna costretti a emigrare a causa delle vessazioni da parte delle squadre d'azione fasciste approdarono nelle fabbriche dove vi erano ancora spazi di agibilità politica.

#### Il periodo fascista

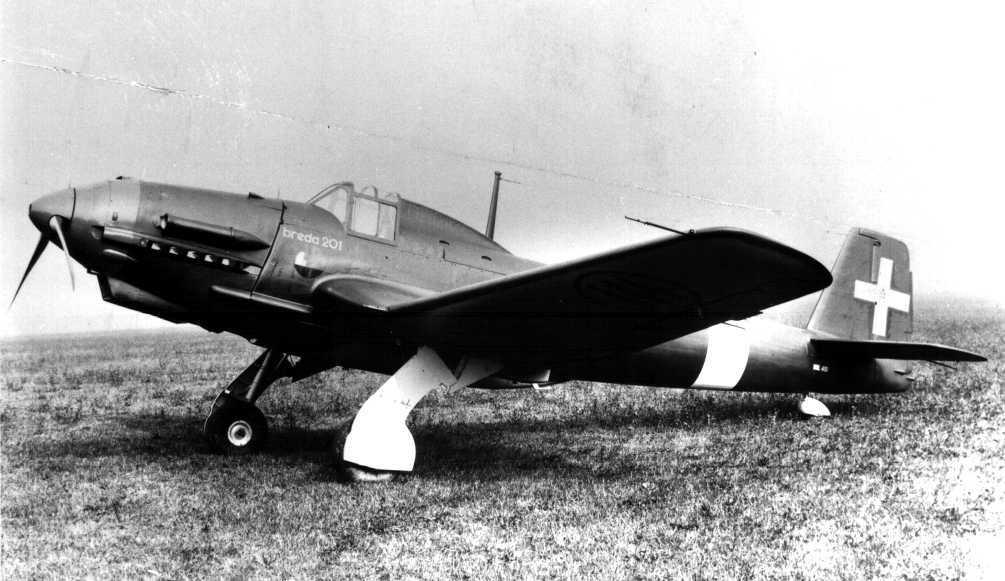
Il prototipo di bombardiere in picchiata Breda Ba.201.

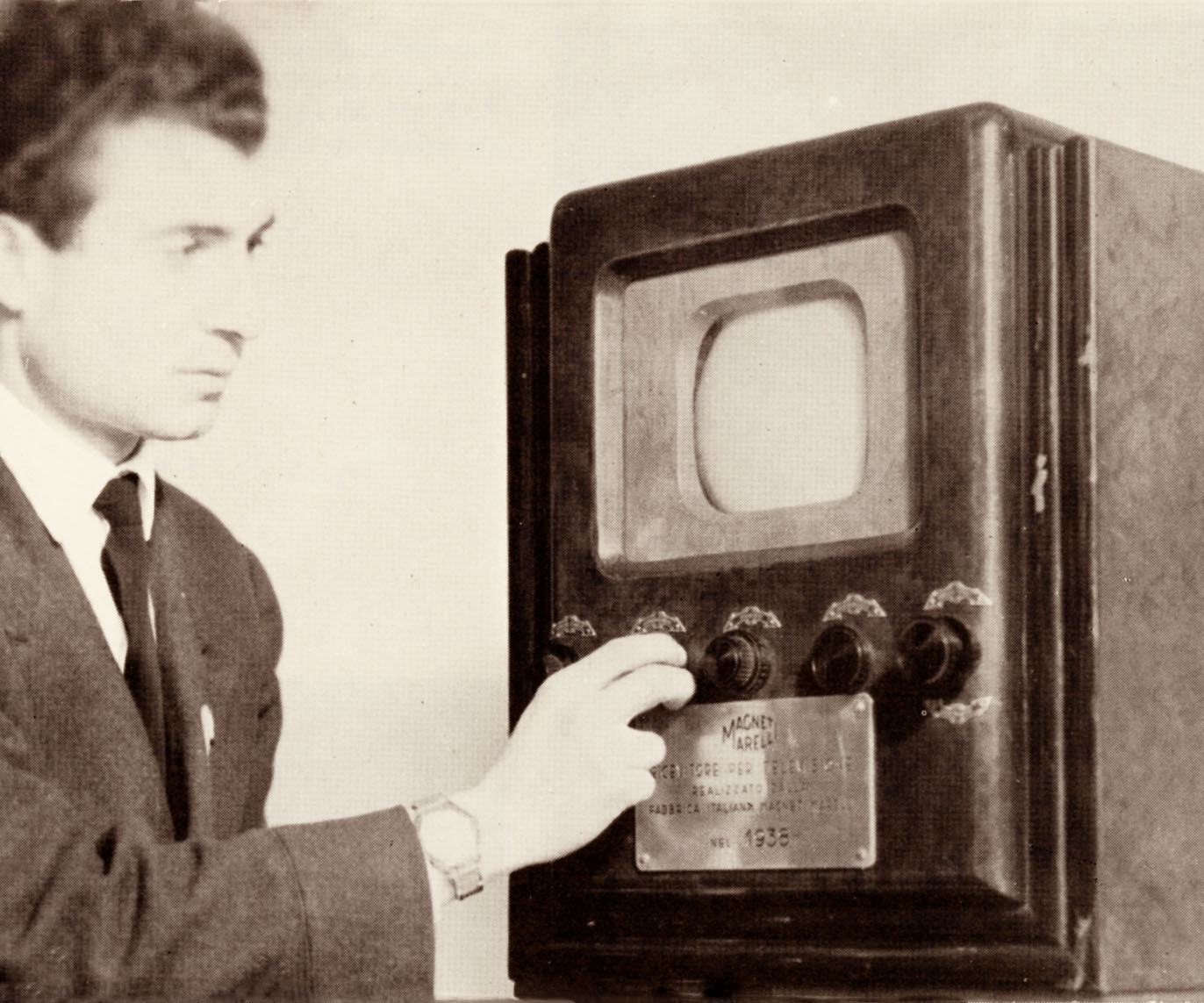
Un ricevitore per televisione, uno dei primi televisori realizzati dalla Magneti Marelli nel 1938.

Il fascismo fatica non poco a insediarsi a Sesto San Giovanni: forte della consapevolezza operaia, di stampo socialista e comunista, Sesto oppone subito una strenua opposizione al regime, tanto da essere da allora ricordata come la Stalingrado d'Italia, città resistente già durante la guerra civile russa e soprattutto nota per la battaglia di Stalingrado. Nel 1922, l'allora sindaco socialista Umberto Comi si rifiuta di consegnare il Comune ai fascisti, appellandosi al mandato popolare che lo aveva eletto. Le prime azioni fasciste coinvolgono duramente la Camera del Lavoro, ma solo nel 1925 verrà aperta in città una sede del partito fascista. La fascistizzazione delle fabbriche fu particolarmente difficile e in qualche caso, come alla Breda, non riuscì mai. Dal 1926 l'unità della classe operaia si rinsalda e va oltre i partiti: anarchici, comunisti, socialisti e cattolici si ritrovano uniti in una lotta sotterranea e difficile che assume sempre di più i tratti di una vera e propria organizzazione clandestina. Nel 1931 il movimento viene individuato dalla polizia e in pochi mesi vengono arrestate circa sessanta persone, deferite al Tribunale speciale. La grande depressione del 1929 ha ripercussioni sull'economia italiana a partire dall'anno successivo. A Sesto la crisi si traduce in licenziamenti e tagli ai salari. L'opposizione al regime si riorganizza su due fronti: uno illegale e clandestino, l'altro legale, volto all'infiltrazione negli organismi fascisti. E già dal 1932 questa duplice organizzazione riesce ad ottenere risultati, evitando un'ulteriore diminuzione dei salari e in seguito ottenendo il riconoscimento delle malattie professionali. L'economia riparte intorno al 1935, in concomitanza con la guerra d'Etiopia e con l'appoggio dell'Italia fascista alle truppe di Franco in Spagna, quando l'industria sestese si converte (nuovamente) alla produzione di armi.

#### Lo scoppio della seconda guerra mondiale
Tra il 1936 e il 1942 Sesto San Giovanni vede l'insediamento sul territorio di diverse piccole e medie imprese meccaniche ed elettromeccaniche. La popolazione cresce: nel 1940 si contano circa 40.000 abitanti, ma molti di più sono i lavoratori delle fabbriche sestesi che in questi anno superano il numero di abitanti. La vita politica e l'opposizione al fascismo continuano sui due fronti, clandestino e legale, e allo scoppio della guerra civile spagnola, forte fu la reazione dei lavoratori, tanto che un gruppo partecipò alle Brigate internazionali, mentre in fabbrica venivano sabotati gli armamenti destinati ai franchisti. Nel 1939 la duplice organizzazione antifascista viene smantellata dalla polizia, ma viene subito riorganizzata e con l'ingresso dell'Italia nella seconda guerra mondiale la lotta contro il fascismo si fa aperta e dichiarata. Nelle fabbriche l'antifascismo dilaga e l'intervento dell'OVRA si fa sempre più pesante: decine di arresti tra gli operai, volti a stroncare l'organizzazione clandestina contro il regime. Tuttavia questa opposizione che raccoglie diverse anime, dai comunisti ai cattolici, non trova ancora un denominatore comune tale da rappresentare una vera minaccia per il fascismo, ma sarà il tessuto sociale fertile per la sollevazione generale e l'insurrezione popolare degli anni a venire.

#### Gli scioperi del 1943
I primi anni di guerra portano una crisi economica che ha forti ripercussioni nel settore dei consumi popolari: all'aumento repentino dei prezzi non c'è un conseguente aumento salariale; i beni tesserati dal fascismo per qualità e quantità non raggiungevano il minimo vitale e dovevano essere integrati con acquisti al mercato libero o al mercato nero a prezzi spesso proibitivi. I lavoratori delle città, che non avevano facili rapporti con le campagne, soffrivano la fame. Da questa situazione, divenuta quantomai insostenibile, scaturiranno i grandi scioperi del 1943 che paralizzeranno per alcuni giorni tutta l'industria dell'Italia settentrionale, in particolare il cosiddetto triangolo industriale, con scioperi di massa nelle fabbriche di Milano (quindi Sesto), Torino e Genova. A Sesto, come altrove, i moti del marzo del 1943 erano alimentati più da richieste di aumenti salariali, che da rivendicazioni politiche: sebbene fosse già politicamente consapevole, quella prima, estesa, protesta popolare aveva ancora un carattere spontaneo, non politico, né partitico, e le parole d'ordine circolanti erano spesso molteplici e discordanti.

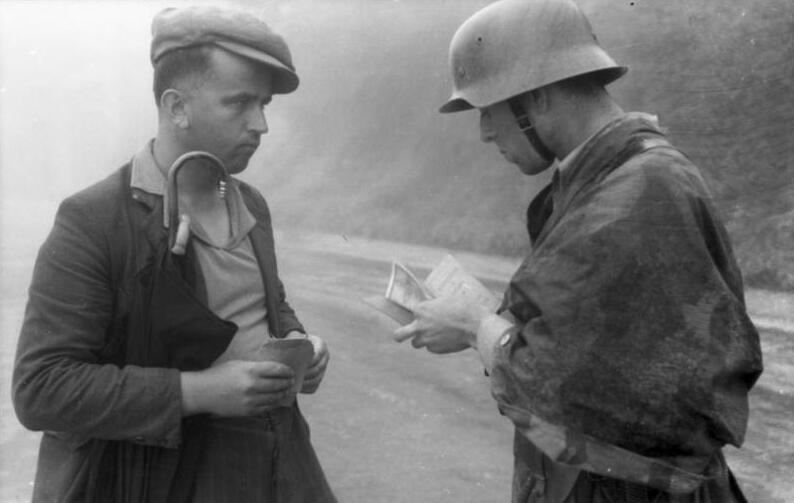
Un soldato tedesco controlla i documenti di un civile italiano, nei pressi di Milano.

Sull'esempio degli scioperi del '43 di Torino e Genova viene organizzato anche nelle fabbriche sestesi un grande sciopero di massa: la mattina del 23 marzo l'appello allo sciopero in alcuni reparti della Ercole Marelli trova una pronta adesione da parte dei lavoratori. Al suono della sirena tutti i 1000 dipendenti del secondo stabilimento incrociano le braccia, mentre la direzione si affretta a informare le autorità politiche. Il prefetto di Milano e i fascisti minacciano raffiche di mitra per chi non riprende il lavoro, ma l'attività non riprende per l'intera giornata. Il giorno dopo vengono arrestati alcuni organizzatori della protesta, tra questi Giulio Casiraghi e Umberto Fogagnolo, che saranno insieme nella morte, l'anno successivo, in quella che verrà ricordata come la Strage di Piazzale Loreto. Ma nello stesso giorno la sollevazione si espande: scioperano, insieme agli operai della Marelli, gli operai di alcuni reparti della Falck e due sezioni della Breda. Sempre alla Breda si registra un altro imponente sciopero del novembre del '43, quando la fabbrica si ferma al completo e gli stabilimenti vengono circondati da una colonna di carri armati. Per la prima volta il duro tedesco, il nemico fino ad allora creduto invincibile, accoglie una delegazione di lavoratori e sembra aperto a una trattativa. L'intuizione che il nemico sia sempre più debole e stia per crollare è sempre più diffusa. Con gli scioperi del 1943 si preannuncia ciò che verrà confermato nei successivi due anni di lotta clandestina e armata che porterà alla Liberazione: le fabbriche di Sesto San Giovanni sono il presidio avanzato, l'elemento animatore e dirigente della lotta contro il nazifascismo.

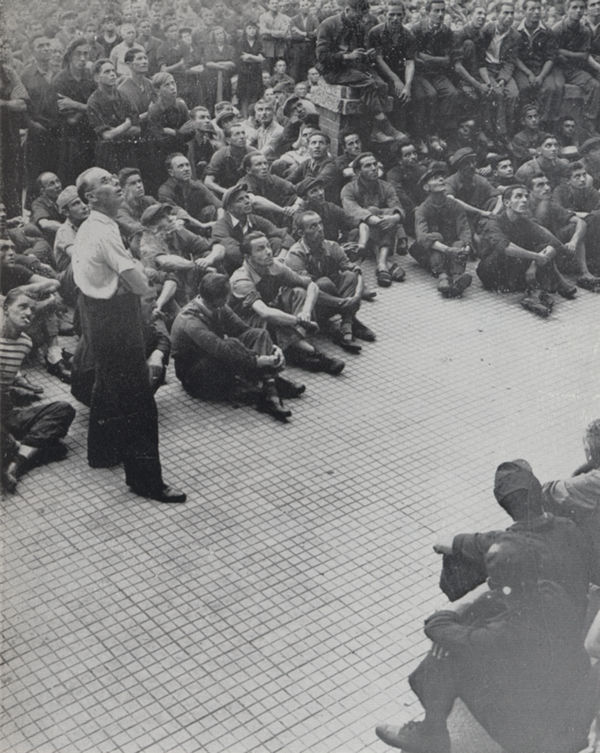
Marzo 1944, gli operai della Breda in sciopero ascoltano il generale tedesco Funck che intima loro di riprendere il lavoro.

Alla caduta del fascismo, il 25 luglio, vengono costituite le prime organizzazioni operaie, come ad esempio le commissioni interne elette liberamente nelle fabbriche, che verranno poi sciolte dopo l'8 settembre. L'avvento del governo Badoglio viene accolto in un primo momento come un fatto positivo, vista anche la tolleranza verso i partiti e i movimenti antifascisti, ma nelle fabbriche l'opposizione al proseguimento dell'intervento militare era sempre molto forte e organizzata. Gli avvenimenti politici interni, la caduta di Mussolini, la fuga del Re, la proclamazione della Repubblica Sociale e soprattutto la formazione dei primi gruppi partigiani, avevano portato all'occupazione delle fabbriche da parte dei tedeschi. E la lotta nelle fabbriche, se possibile, si fa ancora più rischiosa: è questo il momento delle prime paurose deportazioni di centinaia di operai nei campi di concentramento di Mauthausen, Gusen, Dachau e molti altri. Per mantenere vivo il rifiuto alla collaborazione e stimolare la lotta politica, le questioni poste sono ancora di natura economica, quali l'aumento dei salari, delle razioni di pane, riso e zucchero. Cominciano a circolare le armi in fabbrica.
Nel dicembre del 1943, i circa 65.000 operai degli stabilimenti di Sesto incrociano le braccia e scendono in lotta con oltre un milione di lavoratori a Milano e per otto giorni la produzione bellica rimane completamente paralizzata. Gli impiegati delle fabbriche per la prima volta sono solidali con gli operai e scendono apertamente in lotta. La presa di coscienza delle masse operaie è ormai compiuta. Nascono i Comitati di Agitazione, a cui concorrono uomini e donne legati al Partito Comunista d'Italia, alla Democrazia Cristiana e al Partito Socialista Italiano di Unità Proletaria: questi comitati hanno il compito di dirigere, sostenere e guidare gli operai alla resistenza e alla non collaborazione coi nazifascisti. Svolgevano un delicato servizio di copertura e assistenza per le persone compromesse, per i deportati e i perseguitati e per le loro famiglie e tenevano i rapporti con il comitato finanziario del CLN.

#### Gli scioperi del 1944
Dall'inizio del 1944 i Comitati di Agitazione preparano una massiccia dimostrazione di protesta. Dal 1° all'8 marzo, uno sciopero generale politico-rivendicativo paralizza le fabbriche del Piemonte, della Lombardia, del Veneto, dell'Emilia, della Toscana e della Liguria: si tratta del più imponente movimento di scioperi scoppiati in Europa contro l'occupazione nazista e in Italia partecipano oltre un milione di lavoratori, imprimendo alla causa nazionale il carattere di guerra di popolo. Dei 350.000 scioperanti della Lombardia, circa 70.000 sono operai e impiegati delle grandi fabbriche sestesi, dove la repressione tedesca e repubblichina, durante i giorni di sciopero, si fa feroce e sempre più frequenti sono gli arresti e le deportazioni, anche dopo l'interruzione dello sciopero. 

#### Resistenza e Liberazione

Bandiera del Comitato di Liberazione Nazionale

La resistenza operaia a Sesto San Giovanni si articola su due precise direttive: da una parte la partecipazione alle formazioni partigiane operanti in montagna, a cui aderirono quegli operai più apertamente compromessi per i quali sarebbe risultato rischioso proseguire l'attività e il lavoro in fabbrica; dall'altra la resistenza organizzata all'interno degli stabilimenti stessi, una resistenza fatta di sabotaggi, propaganda e azioni sotterranee per alimentare l'opposizione ai nazifascisti.
A seguito degli scioperi del marzo '44 e della seguente repressione, si organizzano le prime formazioni partigiane e combattenti all'interno delle fabbriche: alcuni gruppi sono Squadre di Azione Patriottica, i SAP, che saranno artefici di alcune azioni in città. A Milano si formano anche i Gruppi di Azione Patriottica, i GAP, e il primo nucleo vede la luce proprio all'interno delle fabbriche di Sesto San Giovanni, più precisamente alla V sezione della Breda. In seguito, si strutturarono i distaccamenti Antonio Gramsci a Sesto e Niguarda, il 5 Giornate a Porta Romana e Porta Vittoria, le Brigate Matteotti a Porta Ticinese. Questi distaccamenti, con le nascenti Bande Partigiane del Lecchese e del Comasco, costituirono la 3ª brigata Garibaldi Lombardia a cui parteciparono molti sestesi. Le azioni della 3ª GAP furono, tra le altre, contro i tedeschi in piazzale Argentina a Milano, contro il federale di Milano Aldo Resega e contro la casa del fascio a Sesto. Accanto ai SAP e ai GAP, di ispirazione comunista e socialista, a Sesto si sviluppa un antifascismo militante anche tra i cattolici delle Brigate del popolo, che sarà di fondamentale contributo alla lotta partigiana.

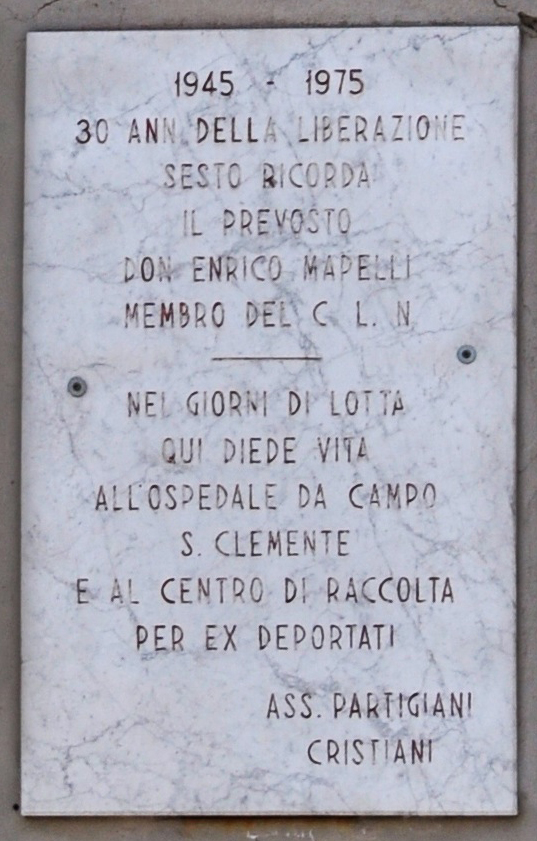
Lapide commemorativa in via Cavour, a ricordo di don Enrico Mapelli, prevosto e membro del C.L.N. di Sesto San Giovanni e Bicocca.

Il C.L.N. di Sesto nasce nell'inverno 1943/44 e trova la propria origine nell'attività unitaria di lotta nelle fabbriche. Nato precocemente rispetto agli altri nell'area milanese, venne denominato significativamente "CLN di Sesto San Giovanni e Bicocca". I compiti del C.L.N. clandestino erano organizzativi e politici ed era il comitato che teneva i collegamenti con le formazioni partigiane che venivano formandosi tra le masse. Dal C.L.N sestese dipendevano i C.L.N aziendali di 40 stabilimenti e piccole officine oltre i comitati di zona, di rione, degli enti pubblici e delle banche. Dal marzo del 1945 il C.L.N., che sino ad allora era solito riunirsi per le vie o le campagne cittadine, decise di fissare come luogo di riunione permanente l'oratorio San Luigi, nella parrocchia di Santo Stefano.

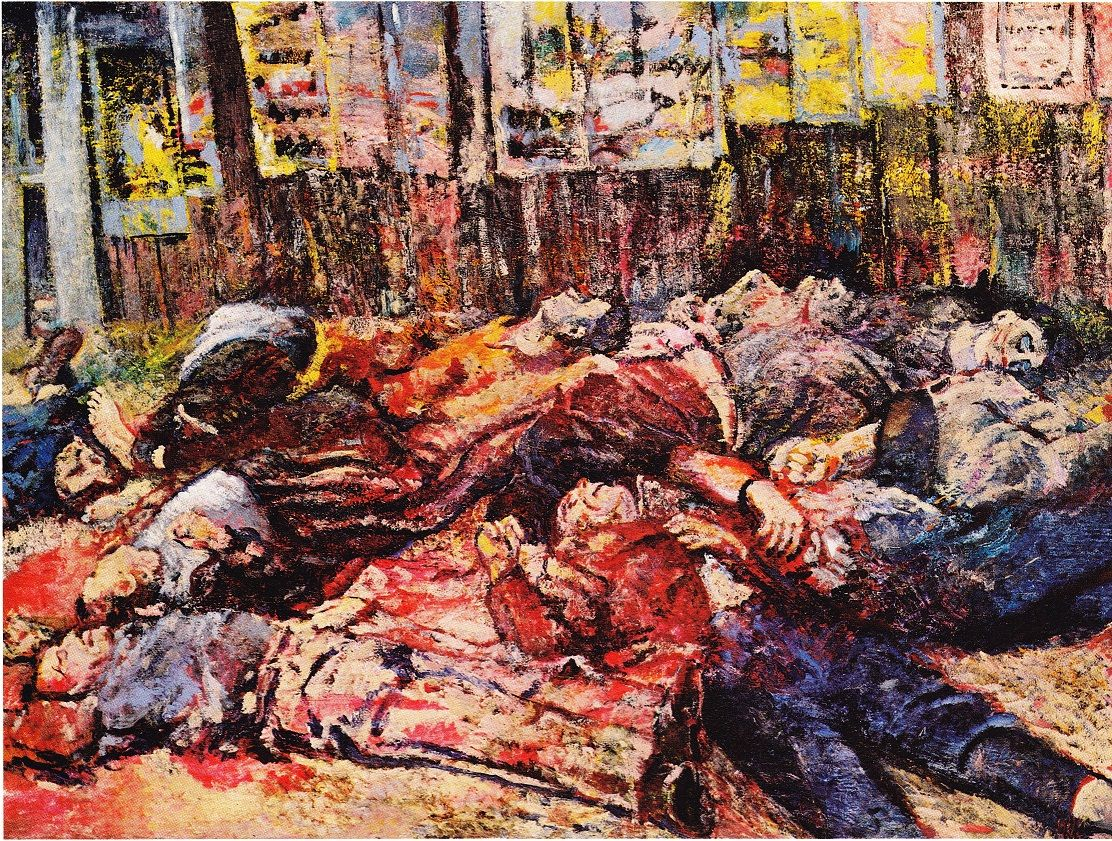
Martiri di Piazzale Loreto, dipinto di Aligi Sassu del 1944.

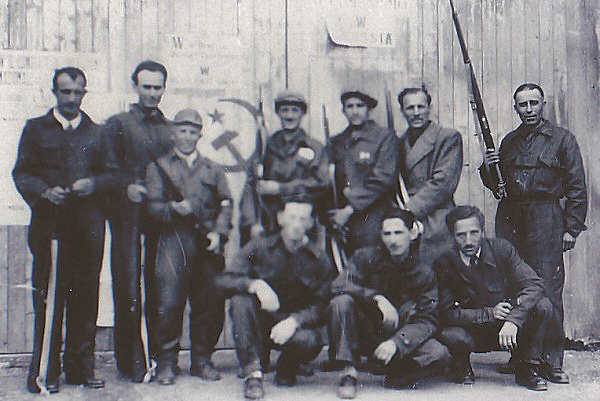
Operai della Breda armati per difendere la fabbrica dai nazifascisti, nel 1945.

Sesto San Giovanni, città medaglia d'oro al valor militare per la Resistenza.

Per tutto il 1944 proseguono le agitazioni e le manifestazioni antitedesche e antifasciste, sia nelle fabbriche che nelle piazze. Andava sempre più delineandosi un'imminente insurrezione che vedeva da una parte l'avanzata delle truppe alleate e dall'altra le proteste popolari, le azioni partigiane e la guerriglia quotidiana. La repressione tedesca non si placa: il 10 agosto 1944 vengono fucilati a Piazzale Loreto quindici partigiani e oppositori del regime, in quella che la storia ricorderà come la Strage di Piazzale Loreto. Sei di questi quindici antifascisti erano animatori della resistenza sestese: Giulio Casiraghi, Domenico Fiorani, Umberto Fogagnolo, Renzo Del Riccio, Libero Temolo ed Eraldo Soncini. All'inizio del 1945 vengono proclamati diversi scioperi a cui aderiscono apertamente tutti i grandi stabilimenti sestesi. In febbraio, il comandante della GNR di zona, in un comunicato al Comando provinciale, definiva Sesto come il cancro della Lombardia e ne consigliava la completa distruzione, al di fuori delle fabbriche, auspicando inoltre la deportazione in Germania della popolazione maschile. I contatti fra le fabbriche e i gappisti si fanno più intensi e serrati. Il C.L.N., in previsione di una ormai prossima responsabilità amministrativa, stabilisce gli incarichi di emergenza tra i vari partiti presenti in città: alla Democrazia Cristiana vengono affidati i servizi annonari, sanitari e amministrativi; al Partito Comunista Italiano e al Partito Socialista Italiano vengono affidati i servizi politici e di ordine pubblico.
Nella notte tra il 24 e il 25 aprile cominciano a scendere dalle montagne i primi gruppi partigiani che prendono contatto con i GAP di fabbrica e insieme a loro occupano le fabbriche per preservarle da possibili devastazioni dei tedeschi in ritirata. Sono i giorni dell'insurrezione generale: operai, cittadini, uomini e donne si riversano nelle strade di Sesto, sventolando bandiere tricolori e inneggiando alla libertà. La Pirelli e la Breda, i cui stabilimenti confinanti coprivano un perimetro di oltre dieci chilometri, erano occupate e presidiate da operai in armi. La resistenza nazifascista è pressoché inesistente, ma tenace e si traduce in brevi scontri di truppe repubblichine alla Ercole Marelli e alla Pirelli. Il cecchinaggio in città e attorno alle fabbriche viene rapidamente sconfitto. I partigiani caduti in questi scontri furono quattro e decine furono i feriti assistiti nell'ospedale da campo attivato da don Mapelli nell'asilo parrocchiale, nei pressi dell'oratorio San Luigi. E proprio dall'oratorio, sede stabile del C.L.N., il 26 aprile parte una delegazione che occupa la sede del comune e istituisce una giunta comunale di emergenza presieduta da Rodolfo Camagni, un antifascista della prima ora.
Il contributo di Sesto San Giovanni e delle sue fabbriche alla Resistenza è costato centinaia di arresti, deportazioni e omicidi: 553 furono i deportati nei campi di concentramento, di cui 220 perirono e altri 10 morirono in seguito a causa della deportazione. In totale i caduti sestesi, o comunque operai delle fabbriche cittadine, furono 325, morti in carcere, per fucilazione, caduti in combattimento o nei lager nazisti. Per il tributo dei propri concittadini alla lotta di Liberazione nazionale, Sesto San Giovanni viene insignita nel 1971 della Medaglia d'oro al valor militare. Negli anni sessanta viene inaugurato il Monumento alla Resistenza, opera di Piero Bottoni che raffigura le alterne vicende della Resistenza sestese dal 1922 alla Liberazione del 1945. In memoria degli oltre cinquecento operai deportati nei campi di concentramento a seguito degli scioperi del '44 e della militanza antifascista, viene inaugurato nel 1998 il Monumento al Deportato, presso il Parco Nord Milano, opera di Lodovico Barbiano di Belgiojoso, ex deportato lui stesso.

### Il dopoguerra e il miracolo economico
Nell'immediato dopoguerra, Sesto si trova in problemi molto gravi dal punto di vista economico e sociale: vi è innanzitutto una grave carenza di cibo e alcuni magazzini statali vengono requisiti dalla giunta guidata dal CLN, coloro che nascondono derrate alimentari per la borsa nera sono perseguiti. Nello stesso tempo vengono realizzate piccole aziende agricole sui terreni liberi di alcune grandi imprese che hanno sede a Sesto. La città sembra così superare il momento più difficile.
Un altro grosso problema è quello del lavoro: le fabbriche di Sesto, a eccezione per la Breda, non hanno subito pesanti bombardamenti, ma sono comunque in ginocchio. Tutte hanno prosperato grazie alla produzione di armamenti e ora i loro organici si sono ingigantiti. Dopo un primo tentativo, poi fallito, da parte dei sindacati e delle organizzazioni dei lavoratori, di contribuire alla riconversione della produzione mantenendo i livelli occupazionali, l'iniziativa torna nelle mani delle imprese e dei proprietari, che attuano decise politiche di risanamento e ristrutturazione con costi sociali altissimi. Tra il 1949 e il 1951 vengono licenziati migliaia di lavoratori sestesi, nonostante le aspre lotte di difesa dell'occupazione da parte degli operai. Nello stesso periodo, grazie al sostegno statale che utilizza i fondi del Piano Marshall, vengono rinnovati gli impianti e i macchinari e vengono tagliati alcuni settori produttivi: il caso più eclatante è quello della Breda che dismette la produzione aeronautica, nonostante le dure lotte sindacali degli operai per salvare la sezione.
Dal 1951 si registra un deciso incremento della popolazione, dovuto soprattutto a una forte ondata migratoria che si protrarrà sino all'inizio degli anni sessanta. Nel 1954 Sesto San Giovanni viene insignita del Titolo di Città, con DPR del 10 aprile 1954, firmato da Luigi Einaudi e controfirmato da Mario Scelba.
A partire dal 1953 e fino al 1962 le industrie sestesi partecipano al miracolo economico italiano: aumenta la produzione e nasce un mercato di beni di consumo di massa (radio, televisioni, frigoriferi, automobili etc.). Imprese quali Breda, Ercole e Magneti Marelli, Osva lanciano nuovi prodotti che ottengono considerevoli successi. È questo il periodo in cui si rafforza il mito di Sesto San Giovanni come "cittadella delle fabbriche". Ovunque sul territorio fioriscono nuove imprese e tra il 1954 e il 1963 le aree territoriali destinate all'industria crescono del 35,6%.

### Gli anni sessanta

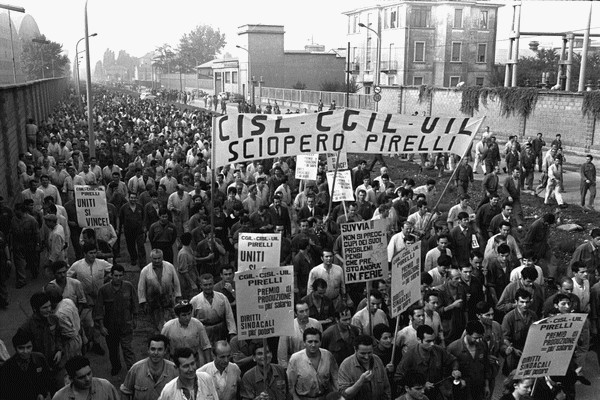
1969, sciopero alla Pirelli.

Per tutti gli anni sessanta il movimento operaio sestese è ancora molto forte: vengono organizzati scioperi e contestazioni, autogestioni e manifestazioni per ottenere il riconoscimento dei diritti dei lavoratori. Nel 1962 si sciopera per il contratto collettivo nazionale di lavoro e le proteste proseguono per nove mesi, dal 1966 al 1968 ci sono altri scioperi per il rinnovo del contratto alla Breda, alla Ercole Marelli e alla Falck. Ma è il rinnovo del contratto del 1969 che vede il momento più alto della lotta sindacale: Sesto è coinvolta a tutti i livelli nelle contrattazioni del periodo noto come autunno caldo. La cosiddetta linea dura degli studenti che parteciparono al Sessantotto venne accolta dai giovani operai della Ercole Marelli, che organizzeranno dei blocchi stradali totali.

### Gli anni settanta
All'inizio del decennio, Sesto San Giovanni verrà annoverata tra le città decorate al valor militare per la guerra di liberazione perché il 18 giugno 1971 è stata insignita della Medaglia d'oro al valor militare per il tributo dei propri concittadini alla Resistenza.. La medaglia verrà apposta sul gonfalone della città l'anno successivo dall'allora Presidente del Consiglio, Giulio Andreotti.
Dalle lotte del movimento operaio e studentesco del 1968 e del 1969, l'Italia eredita i suoi anni di piombo e Sesto, con le sue fabbriche e i suoi operai e le tantissime lotte sindacali che dall'inizio del secolo si sono intersecate nel tessuto cittadino, non ne sarà esente. Nel 1971, proprio nel pieno della strategia della tensione, Sesto fu colpita da un attentato di matrice fascista: nella notte tra il 22 e il 23 maggio esplose un ordigno alla base del Monumento alla Resistenza, nel pieno centro cittadino. L'attentato venne rivendicato dalle SAM che nella stessa notte firmarono altri due attentati a Milano. Dopo l'episodio, vi furono manifestazioni spontanee di cittadini antifascisti presso il monumento e per il 24 maggio venne indetto uno sciopero di un'ora nelle maggiori fabbriche cittadine.
Nel 1976, il giovane sestese Walter Alasia, figlio di operai della Pirelli, iscritto prima a Lotta Continua, poi entrato a far parte delle Brigate Rosse, rimase ucciso in uno scontro a fuoco in cui persero la vita il maresciallo dell'antiterrorismo Bazzega e l'allora vicequestore di Sesto San Giovanni, Padovani. Ad Alasia venne intitolata la "colonna" milanese delle Brigate Rosse, la colonna Walter Alasia che nel 1980, ormai fuoriuscita dall'organizzazione, uccise il direttore del personale della Ercole Marelli Renato Briano e il direttore tecnico della Falck, Manfredo Mazzanti.

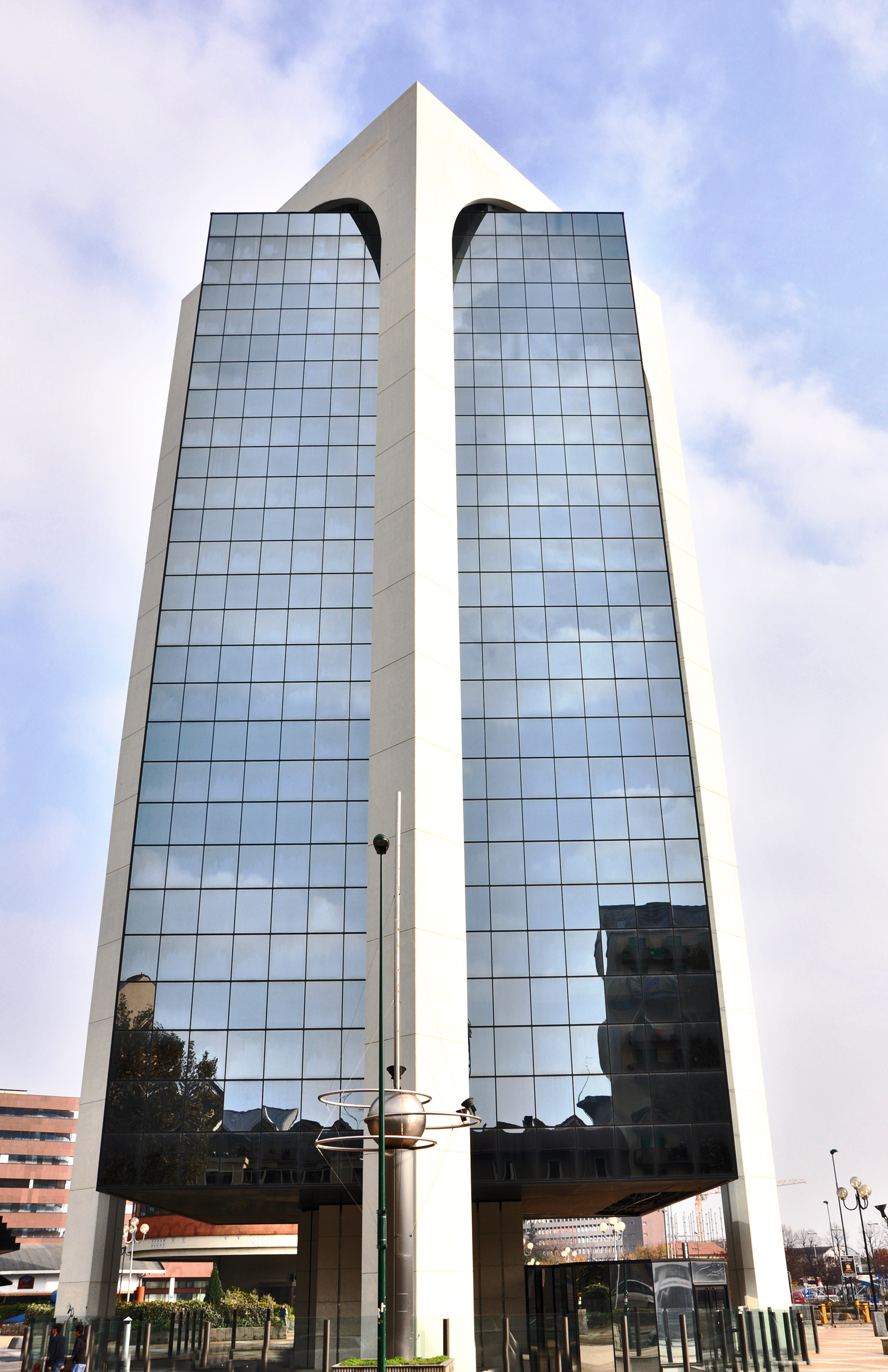
La torre sospesa dell'architetto Giancarlo Marzorati.

Dall'inizio degli anni sessanta sino a metà anni settanta, diversi eventi hanno un forte impatto sulle aziende sestesi: tutto il paese conosce la recessione economica, dal 1968 c'è una contrazione dell'elettromeccanico e della meccanica pesante, dal 1971 la crisi della siderurgia mondiale e infine la crisi energetica, nel 1974. Nonostante le lotte e le rivendicazioni sindacali, le aziende sestesi fronteggiano queste difficoltà riducendo drasticamente il personale e varando radicali piani di ristrutturazione e riorganizzazione aziendali.

### Gli anni ottanta
Quegli degli anni settanta sono solo i prodromi di ciò che inevitabilmente succederà a partire dagli anni ottanta, quando le grandi imprese sestesi cominciano a chiudere i battenti. Nel 1983 chiude la Ercole Marelli, l'anno successivo è la volta della Magneti Marelli. Negli stessi anni Breda e la Falck affrontano le difficoltà dei settori produttivi in cui sono impegnate: meccanica pesante, siderurgia, nucleare. Si susseguono chiusure di stabilimenti, reparti e riduzioni di personale. Nei primi anni novanta anche le due più grandi imprese storiche di Sesto San Giovanni mettono la parola fine alla loro quasi centenaria storia produttiva. Comincia una grande crisi occupazionale: in migliaia perdono il lavoro; per dare una misura della portata della crisi si pensi che la sola Falck tra 1980 e il 1986 licenzia quasi settemila dipendenti.
Si verifica un vero e proprio abbandono delle aree produttive e l'amministrazione Comunale decide di avviare, a metà degli anni ottanta, la progettazione di un nuovo PRG volto a sostituire quello vigente, del 1973. Il nuovo PRG, adottato nel 1994, conferma la destinazione d'uso industriale per le superfici occupate dalla società siderurgica Falck.

### Gli anni novanta
Nel 1995 la Falck smantella tutti gli impianti siderurgici di Sesto. Viste le scarse possibilità di guadagno con una vendita, il Gruppo Falck decide di affidare all'architetto Kenzō Tange il progetto per una riqualificazione delle aree. Nello stesso anno si costituisce l'Agenzia Sviluppo del Nord Milano, a cui partecipano i comuni di Sesto San Giovanni, Bresso, Cologno Monzese, Cinisello Balsamo, la Provincia di Milano, la camera di Commercio e altre aziende a partecipazione pubblica e privata presenti sul territorio..
È in questi anni che avviene la cosiddetta terziarizzazione di Sesto e molte sono le aziende nazionali ed internazionali che scelgono la città per insediare le loro sedi o filiali. Tra queste, Alitalia, Oracle, Wind, Epson, ABB e Alstom. C'è un rilevante sviluppo, durante tutti gli anni novanta e anche oltre, di diverse attività connesse al settore terziario: sul territorio sestese nascono molte imprese impegnate nel commercio all'ingrosso e nel trasporto delle merci. Insieme all'aumento delle attività nel terziario si assiste a un sensibile incremento delle attività creditizie e assicurative.

## XXI secolo
Le aree ex industriali di Sesto rimangono per la gran parte ancora da riqualificare: negli anni novanta e nei primi anni 2000 diversi sono stati i progetti, le proposte e i dibattiti sulle diverse destinazioni possibili, finché nel 2008 viene presentato un progetto di riqualificazione dell'architetto Renzo Piano che negli anni seguenti verrà adottato dall'amministrazione. il progetto prevede la riqualificazione di tutta l'area ex Falck, dei viali Italia ed Edison. Al suo interno è prevista la costruzione di una nuova Città della salute e della ricerca che, una volta portata a compimento, ospiterà l'Istituto Nazionale Neurologico Carlo Besta e l'Istituto Nazionale dei Tumori.
La Sesto San Giovanni di oggi non è più identificabile come la "cittadella delle fabbriche" o come la "piccola Manchester", né forse come la "Stalingrado d'Italia": le vicende economiche e politiche che ne hanno segnato la storia, specialmente nell'ultimo secolo, le permettono tuttavia di conservare una propria originalità. La fine delle grandi imprese, la chiusura delle grandi fabbriche, la disgregazione della classe operaia non sono coincise con la fine della città, anche dal punto di vista culturale: il patrimonio di esperienze e conoscenze di imprenditori, tecnici e operai che a Sesto ha formato la cultura del lavoro nel corso del Novecento non è andato disperso, ma è stato anzi sfruttato per superare i momenti più critici determinati dalla fine delle imprese e dei contratti lavorativi tradizionali, per rilanciare la città come importante polo economico-produttivo.